# جمشید حیدری
جمشید حیدری (زاده ۷ فروردین ۱۳۳۰ در شیراز) تهیه‌کننده، کارگردان، فیلم‌نامه‌نویس و هنرپیشه ایرانی است. وی فعالیت سینمایی‌اش را سال ۱۳۵۰ به عنوان دستیار کارگردان، تدوین‌گر و سازنده آنونس آغاز نمود. وی پیش از انقلاب فیلم تلویزیونی «مرگ قو» را کارگردانی کرد که هیچوقت پخش نشد.

## کارگردان
- کیش و مات (۱۳۸۷)
- گیس بریده (۱۳۸۵)
- حماسه قهرمانان (۱۳۷۶)
- هفت گذرگاه (۱۳۷۴)
- سنگ و شیشه (۱۳۷۲)
- وسوسه (۱۳۶۸)
- وکیل اول (۱۳۶۵)
- فرار (۱۳۶۳)
- تفنگدار (۱۳۶۲)
- مرز (۱۳۶۰)
- کرکس‌ها می‌میرند (۱۳۵۹)
- مرگ قو (۱۳۵۶) تلویزیونی

## نویسنده
- دوباره با هم (۱۳۹۰)
- یاغی (۱۳۷۶)
- وسوسه (۱۳۶۸)
- وکیل اول (۱۳۶۵)
- تفنگدار (۱۳۶۲)

## تهیه‌کننده
- کیش و مات (۱۳۸۷)
- گیس بریده (۱۳۸۵)
- حماسه قهرمانان (۱۳۷۶)
- وسوسه (۱۳۶۸)

## بازیگر
- شناسایی (۱۳۶۶)
- سرباز (۱۳۵۶)